# Payson (Utah)
Payson é uma cidade localizada no estado norte-americano de Utah, no Condado de Utah.

## Demografia
Segundo o censo norte-americano de 2000, a sua população era de 12.716 habitantes.
Em 2006, foi estimada uma população de 16.748, um aumento de 4032 (31.7%).

## Geografia
De acordo com o United States Census Bureau tem uma área de
17,6 km², dos quais 17,6 km² cobertos por terra e 0,0 km² cobertos por água.

## Localidades na vizinhança
O diagrama seguinte representa as localidades num raio de 8 km ao redor de Payson.